# Riffi Mandanda
Riffi Mandanda (Le Havre, 11 oktober 1992) is een Congolees-Frans voetballer die sinds 2021 onder contract ligt bij US Créteil-Lusitanos. Hij is de jongere broer van Steve en Parfait Mandanda.

## Clubcarrière
Mandanda genoot zijn jeugdopleiding bij ALM Évreux, US Lusitanos Saint-Maur en SM Caen. Laatstgenoemde club leende hem tussen 2011 en 2014 uit aan lageredivisieclubs Tarbes PF, Le Poiré-sur-Vie VF, AFC Compiègne en ES Pays d'Uzès. In 2015 maakte hij een definitieve transfer naar AC Ajaccio, waar hij drie seizoenen in de Ligue 2 speelde. 
Tussen 2018 en 2020 speelde hij bij US Boulogne in de Championnat National. In januari 2020 vertrok hij er in onderling overleg. Een kleine maand later ondertekende hij een contract tot het einde van het seizoen bij Stade Rennais, waar hij reservedoelman was.
In de zomer van 2020 ging hij op de proef bij KV Oostende, maar hij versierde er uiteindelijk geen contract. Hij tekende in september 2020 uiteindelijk bij de Noorse tweedeklasser Kongsvinger IL. Met Mandanda in doel degradeerde Kongsvinger op het einde van het seizoen naar de 2. Divisjon.
Na afloop van zijn contract in Noorwegen bleef Mandanda een tijdje zonder club. In juli 2021 vond hij met de Franse derdeklasser US Créteil-Lusitanos een nieuwe werkgever.

## Interlandcarrière
Mandanda speelde tussen 2009 en 2010 zes jeugdinterlands voor Frankrijk. Later koos hij voor de jeugdelftallen van Congo-Kinshasa. In maart 2016 riep bondscoach Florent Ibengé hem voor het eerst op bij de eerste ploeg van Congo-Kinshasa.

## Privé
- Mandanda is de jongere broer van Steve en Parfait Mandanda, die eveneens doelman zijn. Ook zijn jongere broer Over is doelman: hij genoot zijn jeugdopleiding bij Girondins de Bordeaux en speelde later onder andere bij US Créteil-Lusitanos en Stade Lavallois.